# Emilie Moberg
Emilie Moberg (Halden, 12 de julio de 1991) es una ciclista noruega. Debutó como profesional en el equipo de su país, el Hitec Products, al ser una de las mejores noruegas en categorías inferiores -por ejemplo 15.ª del Campeonato Europeo en Ruta juvenil 2009-.
Dispútó la prueba en ruta de los Juegos Olímpicos de Londres 2012 donde fue descalificada por «fuera de control».

## Trayectoria deportiva
En 2008 y 2009 acumuló decenas de puestos entre las primeras en competiciones para juveniles en Noruega. Ello la dio acceso a participar en el Campeonato Europeo en Ruta juvenil 2009 donde acabó 15.ª y año siguiente a debutar como profesional en el equipo de su país, el Hitec Products.
En 2011 y 2012 completó unas buenas temporadas, en la primera al hacerse con 2 etapas en pruebas por etapas francesas y en el segundo al hacerse con la prueba China del Tour de la Isla de Zhoushan I -donde además ganó 1 etapa-; ello la dio acceso a participar en la prueba en ruta de los Juegos Olímpicos de Londres 2012 donde fue descalificada por «fuera de control».
No volvió a la senda victoriosa hasta 2015 cuando ganó 2 etapas del Tour de Feminin-O cenu Českého Švýcarska; ese año además fue 3.ª en el Sparkassen Giro (prueba puntuable para la Copa del Mundo).

## Palmarés
2011
- 2.ª en el Campeonato de Noruega en Ruta
- 1 etapa del Trophée d'Or Féminin
- 1 etapa del Tour Cycliste Féminin International de l'Ardèche

2012
- Tour de la Isla de Zhoushan I, más 1 etapa

2013
- 3.ª en el Campeonato de Noruega en Ruta

2015
- 2 etapas del Tour de Feminin-O cenu Českého Švýcarska

2017
- 1 etapa del Healthy Ageing Tour
- 2 etapas del Tour de la Isla de Zhoushan

2019
- 1 etapa del Tour de Upsala

2020
- 3.ª en el Campeonato de Noruega en Ruta

2021
- 2.ª en el Campeonato de Noruega en Ruta

## Resultados en Grandes Vueltas y Campeonatos del Mundo
Durante su carrera deportiva ha conseguido los siguientes puestos en las Grandes Vueltas femeninas y en los Campeonatos del Mundo en carretera:
| Carrera         | Carrera         | 2010 | 2011  | 2012 | 2013 | 2014  | 2015 | 2016 | 2017 | 2018 | 2019 | 2020 | 2021 |
| --------------- | --------------- | ---- | ----- | ---- | ---- | ----- | ---- | ---- | ---- | ---- | ---- | ---- | ---- |
|                 | Giro de Italia  | —    | —     | —    | —    | 116.ª | —    | —    | 80.ª | —    | —    | —    | ―    |
|                 | Tour de l'Aude  | —    | X     | X    | X    | X     | X    | X    | X    | X    | X    | X    | X    |
|                 | Grande Boucle   | X    | X     | X    | X    | X     | X    | X    | X    | X    | X    | X    | X    |
| Mundial en Ruta | Mundial en Ruta | Ab.  | 107.ª | —    | —    | 82.ª  | 37.ª | 11.ª | Ab.  | —    | —    | —    | Ab.  |

—: no participa

Ab.: abandono

X: ediciones no celebradas

## Equipos
- Hitec Products (2010-2017)
  - Team Hitec Products UCK (2010-2011)
  - Hitec Products-Mistral Home Cycling Team (2012)
  - Hitec Products (2013-2017)
- Team Virtu Cycling Women (2018-2019)
- Drops/Le Col[6] (2020-2022)
  - Drops (2020)
  - Drops-Le Col s/b TEMPUR (2021)
  - Le Col-Wahoo (2022)